# Caddo
Caddo (Kado) so ljudstvo ali skupina plemen jugovzhodnih Indijancev v ZDA, ki so v 16. st. naseljevali območja vzhodnega Teksasa, zahodne Louisiane in dele južnega Arkansasa ter Oklahome. Zgodovinsko so bili organizirani v tri konfederacije, ki so jih sestavljalo vsaj petindvajset različnih plemen in so govorili različna narečja caddojskih jezikov. Danes so Caddoi kohezivno pleme z glavnim mestom v Bingerju v Oklahomi, njihova narečja pa so se združila v en jezik. Trenutni predsednik Caddoov je LaRue Parker.

## Ime
Ime Caddo je spremenjena oblika imena vodilnega plemena Kädohädächo, kar pomeni 'pravi poglavarji', ki je bilo dano plemenskim zvezam Kadohadacho, Hasinai in Natchitoches in preko jezikovne družine Caddoan ostalim članom, razširjenim po zveznih državah Severna in Južna Dakota, Arkansas, Kansas, Oklahoma, Teksas, Louisiana in Nebraska, ki govorijo jezike te družine, to so: Adai (?), Arikara, Pawnee, Eyeish, Kichai, Tawakoni in Wichita. Ime Caddo danes zajema potomce plemen treh caddojskih konfederacij.

## Konfederacije in plemena
Caddo Indijanci so v svoji zgodnji zgodovini sestavljali tri konfederacije, od katerih je vsaka sestavljala več plemen. Ime so dobili s skrajšanjem plemenskega imena Kadohadacho, njihovi potomci pa danes pod imenom Caddo živijo v Oklahomi. Konfederacije in plemena so bila:
- Hasinai (konfederacija)

- Anadarko (Anadaca, Anduico, Nadaco, Nandacao),

- Guasco (Guassa),

- Hainai (Aynais, Aynay, Ainai, Ioni, Ayonai),

- Nabedache (Navedacho, Naoudiche),

- Nacachau (Nacachao, Nacaha, Nacachua),

- Nacanish (Nacaniche, Nacan, Nacanish, Naconicho),

- Nacau (Nacau, Nocoho, Nocao),

- Nacogdoche (Nacadocheeto, Nacodissy, Nacodochito, Nagodoche, Nasahossoz, Naugdoche, Nocodosh),

- Nacono (Macono, Nacomone, Nocono),

- Namidish (Nabiri (Nabiti, Nahiti, Nahiri, Naviti),

- Lower Nasoni,

- Nechaui (Nechavi),

- Neches (Neche, Nacha, Naesha, Nascha, Nesta, Nouista).

- Kadohadacho (konfederacija)

- Cahinnio,

- Kadohadacho,

- Nanatsoho (Nadsoo, Natsoho, Natsvto),

- Upper Nasoni,

- Upper Natchitoches,

- Upper Yatasi,

- Natchitoches (konfederacija)

- Doustioni

- Natchitoches (Natchitoch, Nachitoch, Nachitos, Nacitos, Naketosh, Natsytos)

- Ouachita

- Yatasi

- Petit Caddo (Peticado)

## Zgodovina
S plemenom Caddo je prvič prišel v stik leta 1542. Luis de Moscoso Alvarado, ki je prevzel poveljstvo nad de Sotovimi vojaki, vendar nam prvi ustreznejši opisi prihajajo od preživelih članov 'zadnjega La Salleovega potovanja'. V zadnjih desetih letih 17. stoletja se bo v deželi Caddojev marsikaj dogajalo. Že 1690. je bila ustanovljena misija San Francisco de los Tejas, naslednje leto pride tudi Tonti in kartograf [omingo Teran. Med Indijanci bo izbruhnila epidemija boginj in ti bodo 1693. pregnali frančiškane in vojake nazaj v Mehiko, kar je posledica različnih okužb in nesreč, ki so jim jih ti prinesli. Stanje je slabo tudi pri njihovih drugih sorodnikih, tudi ti trpijo zaradi bolezni, preživeli pripadniki plemena Natchitoches pa so se jim pridružili 1714. po konfliktih z drugimi plemeni in okužbah, ki so jih pretrpeli. Njihove selitve se začnejo z napadom agresivnih Osage Indijancev, enega od plemen Dhegiha, zato so bili 1800. preseljeni v Louisiano, takrat jih je bilo okoli 800. Leta 1824. Caddojcem se bo pridružilo še eno pleme Dhegiha, to so Quapaw in z njimi bo verjetno del njih leta 1833 preseljen na Indijansko ozemlje (današnja Oklahoma), kjer jih leta 1834 ponovno prizadenejo črne koze. Z pogodbo iz leta 1835 prepustijo vso svojo zemljo v Louisiani in odidejo k Hasinaiem v Teksas. Pleme Hasinai je svojo konfederacijo imenovalo Tejas ali Teyas ali Taysha in to ime kasneje postane v obliki 'Texas', ime za eno od članic ZDA. Pomen te besede je 'friends' (prijatelji). V resnici Tejasi nikoli niso popolnoma zapustili Teksasa, ko so odšli v Oklahomo, in njihovih potomcev je v Teksasu še danes, organizirani pa so pod imenom  'Sovereign Nation of Tejas Indians' , na čelu s poglavarjem Chief Blackjack Pruett in nimajo svojega rezervata. Leta 1854 so ostanki različnih plemen Caddo nameščeni na rezervat Brazos River, od tam pa leta 1859 na Indijansko ozemlje, kjer so kolektivno prevzeli ime Caddo, in kjer jih je leta 2004 več kot 4.700, ne da bi šteli Indijance Tejas iz Teksasa.

## Etnografija
Indijanci Caddo pripadajo Jugovzhodnemu kulturnemu območju, območju, znanemu po poljedelstvu, zato so vsa plemena ameriškega Jugovzhoda pogosto imenovana tudi Jugovzhodni poljedelci. To je dežela Buska ali Plesa zelenega koruze, ki vlada na govornem območju Muskogean jezikovne skupnosti, vendar ga ni bilo med Caddoji. Caddo so bili napredni poljedelci, kot vzhodni Sijuksi ali Muskogeeji in manj nomadski kot prerijski Indijanci, vendar je eden od kulturnih vzorcev, ki je precej pogost pri sedečih poljedelcih v različnih delih sveta, žrtvovanje in kanibalizem, Caddo so imeli oboje. Nanjo je imelo večji vpliv jugovzhodno poljedelsko območje kot prerijsko, s katerim mejijo. Religija se, kot v Mehiki, prepleta v vsakdanje življenje, z uporabo napovedi, pridobljenih iz astronomskih opazovanj in z njo je verjetno treba povezati obredna človeška žrtvovanja in kanibalizem, o katerih se ve iz razpršenih poročil. Obredna žrtvovanja, vključno z ljudmi, so se izvajala v svetiščih, zgrajenih na zemeljskih gomilah. Ob smrti glavnega duhovnika,  'xinesi' , bi svetišče zažgali, dodali bi novo zemljo in zgradili novo svetišče. V njih je gorel sveti ogenj in častili so se bogovi. Ta caddojska kultura sega nekje od leta 900 in se je ohranila do leta 1400, ko iz nekega razloga ta svetišča in gomile prenehajo biti središče njihovega življenja. Stanovanjske koče Caddo spominjajo na velike slamnate panje, in jih je še vedno mogoče videti v Caddoan Mounds State Historical Park in se ne razlikujejo od tistih Indijancev Wichita, njim sorodnega plemena.
Vsako pleme konfederacije je imelo verskega vodjo xinesi (ponekod chenesi), ki je posredoval med Caddi Ayo, glavnim bogom in poglavarjem ter ljudmi. Bral je svete znake in jih razlagal ljudem, jim govoril, kdaj naj sadijo in začnejo žeti. V verigi avtoritete je bil nad plemenskim poglavarjem (caddi). Skupaj s caddijem in pod-poglavarji tvorijo elito caddojske družbe. Caddi Ayo /"Priest-chief up above"/ ali Great Chief, je bog, veliki ustvarjalec pri caddojskih plemenih in Indijancih Hasinai in njemu gori sveti ogenj v svetiščih na gomilah.

## Populacija
- okoli 1500: 200.000 (številka je sporna)

- okoli 1700: 8.000

- 1990-ih: 3.371

## Jezik
Danes govorijo v treh narečjih jezika caddo in angleškem.
Sorodna plemena so Anadarko, Adai, Eyeish, Hasinai, Kadohadacho, Nacogdoches, Natchitoches in Yatasi.
Bratske skupine in nadveje so:  Pawnee, Wichita in Arikara.